# 크리스 몽고메리

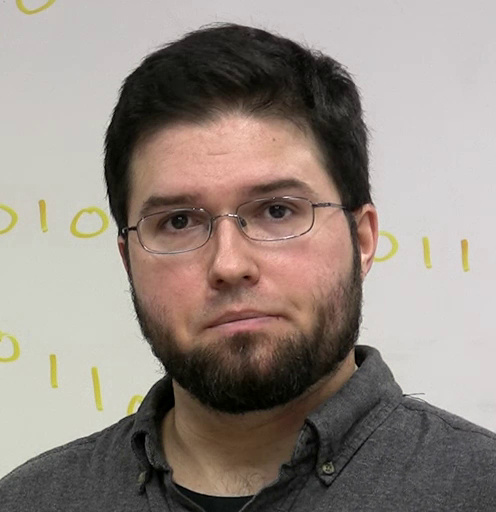
크리스토퍼 몽고메리

크리스토퍼 몽고메리(Christopher Montgomery)는 Ogg 무료 소프트웨어 컨테이너 포맷과 Vorbis 오디오 코덱 등을 만들었으며, 퍼블릭 도메인 멀티미디어 코덱을 홍보하는 Xiph.Org 재단의 창립자이다. 그는 '몬티'(Monty) 또는 '몬태이'(Montay) 등의 별명을 갖고있다. 직업은 멀티미디어 프로그래머이다. 오픈 소스 옹호론자이기도 하며 실력있는 음악가이기도 하다.
몽고메리는 미국 보스턴에 거주하고 있으며 레드햇에서 Ogg 테오라 포맷과 디코더의 품질을 개선하는 작업을 진행하고 있다.
그는 2010년 오하이오 리눅스페스트에서 저녁 기조연설을 맡기도 하였다.